# Arrocco Pam-Krabbé
|   | a | b | c | d | e | f | g | h |   |
| 8 | e6 pedone del bianco · d5 pedone del nero · c4 pedone del nero · g4 pedone del nero · b3 pedone del nero · c3 pedone del bianco · e3 re del nero · f3 pedone del bianco · g3 pedone del bianco · h3 pedone del nero · b2 pedone del bianco · h2 pedone del bianco · a1 torre del bianco · e1 re del bianco · h1 torre del bianco | e6 pedone del bianco · d5 pedone del nero · c4 pedone del nero · g4 pedone del nero · b3 pedone del nero · c3 pedone del bianco · e3 re del nero · f3 pedone del bianco · g3 pedone del bianco · h3 pedone del nero · b2 pedone del bianco · h2 pedone del bianco · a1 torre del bianco · e1 re del bianco · h1 torre del bianco | e6 pedone del bianco · d5 pedone del nero · c4 pedone del nero · g4 pedone del nero · b3 pedone del nero · c3 pedone del bianco · e3 re del nero · f3 pedone del bianco · g3 pedone del bianco · h3 pedone del nero · b2 pedone del bianco · h2 pedone del bianco · a1 torre del bianco · e1 re del bianco · h1 torre del bianco | e6 pedone del bianco · d5 pedone del nero · c4 pedone del nero · g4 pedone del nero · b3 pedone del nero · c3 pedone del bianco · e3 re del nero · f3 pedone del bianco · g3 pedone del bianco · h3 pedone del nero · b2 pedone del bianco · h2 pedone del bianco · a1 torre del bianco · e1 re del bianco · h1 torre del bianco | e6 pedone del bianco · d5 pedone del nero · c4 pedone del nero · g4 pedone del nero · b3 pedone del nero · c3 pedone del bianco · e3 re del nero · f3 pedone del bianco · g3 pedone del bianco · h3 pedone del nero · b2 pedone del bianco · h2 pedone del bianco · a1 torre del bianco · e1 re del bianco · h1 torre del bianco | e6 pedone del bianco · d5 pedone del nero · c4 pedone del nero · g4 pedone del nero · b3 pedone del nero · c3 pedone del bianco · e3 re del nero · f3 pedone del bianco · g3 pedone del bianco · h3 pedone del nero · b2 pedone del bianco · h2 pedone del bianco · a1 torre del bianco · e1 re del bianco · h1 torre del bianco | e6 pedone del bianco · d5 pedone del nero · c4 pedone del nero · g4 pedone del nero · b3 pedone del nero · c3 pedone del bianco · e3 re del nero · f3 pedone del bianco · g3 pedone del bianco · h3 pedone del nero · b2 pedone del bianco · h2 pedone del bianco · a1 torre del bianco · e1 re del bianco · h1 torre del bianco | e6 pedone del bianco · d5 pedone del nero · c4 pedone del nero · g4 pedone del nero · b3 pedone del nero · c3 pedone del bianco · e3 re del nero · f3 pedone del bianco · g3 pedone del bianco · h3 pedone del nero · b2 pedone del bianco · h2 pedone del bianco · a1 torre del bianco · e1 re del bianco · h1 torre del bianco | 8 |
| 7 | e6 pedone del bianco · d5 pedone del nero · c4 pedone del nero · g4 pedone del nero · b3 pedone del nero · c3 pedone del bianco · e3 re del nero · f3 pedone del bianco · g3 pedone del bianco · h3 pedone del nero · b2 pedone del bianco · h2 pedone del bianco · a1 torre del bianco · e1 re del bianco · h1 torre del bianco | e6 pedone del bianco · d5 pedone del nero · c4 pedone del nero · g4 pedone del nero · b3 pedone del nero · c3 pedone del bianco · e3 re del nero · f3 pedone del bianco · g3 pedone del bianco · h3 pedone del nero · b2 pedone del bianco · h2 pedone del bianco · a1 torre del bianco · e1 re del bianco · h1 torre del bianco | e6 pedone del bianco · d5 pedone del nero · c4 pedone del nero · g4 pedone del nero · b3 pedone del nero · c3 pedone del bianco · e3 re del nero · f3 pedone del bianco · g3 pedone del bianco · h3 pedone del nero · b2 pedone del bianco · h2 pedone del bianco · a1 torre del bianco · e1 re del bianco · h1 torre del bianco | e6 pedone del bianco · d5 pedone del nero · c4 pedone del nero · g4 pedone del nero · b3 pedone del nero · c3 pedone del bianco · e3 re del nero · f3 pedone del bianco · g3 pedone del bianco · h3 pedone del nero · b2 pedone del bianco · h2 pedone del bianco · a1 torre del bianco · e1 re del bianco · h1 torre del bianco | e6 pedone del bianco · d5 pedone del nero · c4 pedone del nero · g4 pedone del nero · b3 pedone del nero · c3 pedone del bianco · e3 re del nero · f3 pedone del bianco · g3 pedone del bianco · h3 pedone del nero · b2 pedone del bianco · h2 pedone del bianco · a1 torre del bianco · e1 re del bianco · h1 torre del bianco | e6 pedone del bianco · d5 pedone del nero · c4 pedone del nero · g4 pedone del nero · b3 pedone del nero · c3 pedone del bianco · e3 re del nero · f3 pedone del bianco · g3 pedone del bianco · h3 pedone del nero · b2 pedone del bianco · h2 pedone del bianco · a1 torre del bianco · e1 re del bianco · h1 torre del bianco | e6 pedone del bianco · d5 pedone del nero · c4 pedone del nero · g4 pedone del nero · b3 pedone del nero · c3 pedone del bianco · e3 re del nero · f3 pedone del bianco · g3 pedone del bianco · h3 pedone del nero · b2 pedone del bianco · h2 pedone del bianco · a1 torre del bianco · e1 re del bianco · h1 torre del bianco | e6 pedone del bianco · d5 pedone del nero · c4 pedone del nero · g4 pedone del nero · b3 pedone del nero · c3 pedone del bianco · e3 re del nero · f3 pedone del bianco · g3 pedone del bianco · h3 pedone del nero · b2 pedone del bianco · h2 pedone del bianco · a1 torre del bianco · e1 re del bianco · h1 torre del bianco | 7 |
| 6 | e6 pedone del bianco · d5 pedone del nero · c4 pedone del nero · g4 pedone del nero · b3 pedone del nero · c3 pedone del bianco · e3 re del nero · f3 pedone del bianco · g3 pedone del bianco · h3 pedone del nero · b2 pedone del bianco · h2 pedone del bianco · a1 torre del bianco · e1 re del bianco · h1 torre del bianco | e6 pedone del bianco · d5 pedone del nero · c4 pedone del nero · g4 pedone del nero · b3 pedone del nero · c3 pedone del bianco · e3 re del nero · f3 pedone del bianco · g3 pedone del bianco · h3 pedone del nero · b2 pedone del bianco · h2 pedone del bianco · a1 torre del bianco · e1 re del bianco · h1 torre del bianco | e6 pedone del bianco · d5 pedone del nero · c4 pedone del nero · g4 pedone del nero · b3 pedone del nero · c3 pedone del bianco · e3 re del nero · f3 pedone del bianco · g3 pedone del bianco · h3 pedone del nero · b2 pedone del bianco · h2 pedone del bianco · a1 torre del bianco · e1 re del bianco · h1 torre del bianco | e6 pedone del bianco · d5 pedone del nero · c4 pedone del nero · g4 pedone del nero · b3 pedone del nero · c3 pedone del bianco · e3 re del nero · f3 pedone del bianco · g3 pedone del bianco · h3 pedone del nero · b2 pedone del bianco · h2 pedone del bianco · a1 torre del bianco · e1 re del bianco · h1 torre del bianco | e6 pedone del bianco · d5 pedone del nero · c4 pedone del nero · g4 pedone del nero · b3 pedone del nero · c3 pedone del bianco · e3 re del nero · f3 pedone del bianco · g3 pedone del bianco · h3 pedone del nero · b2 pedone del bianco · h2 pedone del bianco · a1 torre del bianco · e1 re del bianco · h1 torre del bianco | e6 pedone del bianco · d5 pedone del nero · c4 pedone del nero · g4 pedone del nero · b3 pedone del nero · c3 pedone del bianco · e3 re del nero · f3 pedone del bianco · g3 pedone del bianco · h3 pedone del nero · b2 pedone del bianco · h2 pedone del bianco · a1 torre del bianco · e1 re del bianco · h1 torre del bianco | e6 pedone del bianco · d5 pedone del nero · c4 pedone del nero · g4 pedone del nero · b3 pedone del nero · c3 pedone del bianco · e3 re del nero · f3 pedone del bianco · g3 pedone del bianco · h3 pedone del nero · b2 pedone del bianco · h2 pedone del bianco · a1 torre del bianco · e1 re del bianco · h1 torre del bianco | e6 pedone del bianco · d5 pedone del nero · c4 pedone del nero · g4 pedone del nero · b3 pedone del nero · c3 pedone del bianco · e3 re del nero · f3 pedone del bianco · g3 pedone del bianco · h3 pedone del nero · b2 pedone del bianco · h2 pedone del bianco · a1 torre del bianco · e1 re del bianco · h1 torre del bianco | 6 |
| 5 | e6 pedone del bianco · d5 pedone del nero · c4 pedone del nero · g4 pedone del nero · b3 pedone del nero · c3 pedone del bianco · e3 re del nero · f3 pedone del bianco · g3 pedone del bianco · h3 pedone del nero · b2 pedone del bianco · h2 pedone del bianco · a1 torre del bianco · e1 re del bianco · h1 torre del bianco | e6 pedone del bianco · d5 pedone del nero · c4 pedone del nero · g4 pedone del nero · b3 pedone del nero · c3 pedone del bianco · e3 re del nero · f3 pedone del bianco · g3 pedone del bianco · h3 pedone del nero · b2 pedone del bianco · h2 pedone del bianco · a1 torre del bianco · e1 re del bianco · h1 torre del bianco | e6 pedone del bianco · d5 pedone del nero · c4 pedone del nero · g4 pedone del nero · b3 pedone del nero · c3 pedone del bianco · e3 re del nero · f3 pedone del bianco · g3 pedone del bianco · h3 pedone del nero · b2 pedone del bianco · h2 pedone del bianco · a1 torre del bianco · e1 re del bianco · h1 torre del bianco | e6 pedone del bianco · d5 pedone del nero · c4 pedone del nero · g4 pedone del nero · b3 pedone del nero · c3 pedone del bianco · e3 re del nero · f3 pedone del bianco · g3 pedone del bianco · h3 pedone del nero · b2 pedone del bianco · h2 pedone del bianco · a1 torre del bianco · e1 re del bianco · h1 torre del bianco | e6 pedone del bianco · d5 pedone del nero · c4 pedone del nero · g4 pedone del nero · b3 pedone del nero · c3 pedone del bianco · e3 re del nero · f3 pedone del bianco · g3 pedone del bianco · h3 pedone del nero · b2 pedone del bianco · h2 pedone del bianco · a1 torre del bianco · e1 re del bianco · h1 torre del bianco | e6 pedone del bianco · d5 pedone del nero · c4 pedone del nero · g4 pedone del nero · b3 pedone del nero · c3 pedone del bianco · e3 re del nero · f3 pedone del bianco · g3 pedone del bianco · h3 pedone del nero · b2 pedone del bianco · h2 pedone del bianco · a1 torre del bianco · e1 re del bianco · h1 torre del bianco | e6 pedone del bianco · d5 pedone del nero · c4 pedone del nero · g4 pedone del nero · b3 pedone del nero · c3 pedone del bianco · e3 re del nero · f3 pedone del bianco · g3 pedone del bianco · h3 pedone del nero · b2 pedone del bianco · h2 pedone del bianco · a1 torre del bianco · e1 re del bianco · h1 torre del bianco | e6 pedone del bianco · d5 pedone del nero · c4 pedone del nero · g4 pedone del nero · b3 pedone del nero · c3 pedone del bianco · e3 re del nero · f3 pedone del bianco · g3 pedone del bianco · h3 pedone del nero · b2 pedone del bianco · h2 pedone del bianco · a1 torre del bianco · e1 re del bianco · h1 torre del bianco | 5 |
| 4 | e6 pedone del bianco · d5 pedone del nero · c4 pedone del nero · g4 pedone del nero · b3 pedone del nero · c3 pedone del bianco · e3 re del nero · f3 pedone del bianco · g3 pedone del bianco · h3 pedone del nero · b2 pedone del bianco · h2 pedone del bianco · a1 torre del bianco · e1 re del bianco · h1 torre del bianco | e6 pedone del bianco · d5 pedone del nero · c4 pedone del nero · g4 pedone del nero · b3 pedone del nero · c3 pedone del bianco · e3 re del nero · f3 pedone del bianco · g3 pedone del bianco · h3 pedone del nero · b2 pedone del bianco · h2 pedone del bianco · a1 torre del bianco · e1 re del bianco · h1 torre del bianco | e6 pedone del bianco · d5 pedone del nero · c4 pedone del nero · g4 pedone del nero · b3 pedone del nero · c3 pedone del bianco · e3 re del nero · f3 pedone del bianco · g3 pedone del bianco · h3 pedone del nero · b2 pedone del bianco · h2 pedone del bianco · a1 torre del bianco · e1 re del bianco · h1 torre del bianco | e6 pedone del bianco · d5 pedone del nero · c4 pedone del nero · g4 pedone del nero · b3 pedone del nero · c3 pedone del bianco · e3 re del nero · f3 pedone del bianco · g3 pedone del bianco · h3 pedone del nero · b2 pedone del bianco · h2 pedone del bianco · a1 torre del bianco · e1 re del bianco · h1 torre del bianco | e6 pedone del bianco · d5 pedone del nero · c4 pedone del nero · g4 pedone del nero · b3 pedone del nero · c3 pedone del bianco · e3 re del nero · f3 pedone del bianco · g3 pedone del bianco · h3 pedone del nero · b2 pedone del bianco · h2 pedone del bianco · a1 torre del bianco · e1 re del bianco · h1 torre del bianco | e6 pedone del bianco · d5 pedone del nero · c4 pedone del nero · g4 pedone del nero · b3 pedone del nero · c3 pedone del bianco · e3 re del nero · f3 pedone del bianco · g3 pedone del bianco · h3 pedone del nero · b2 pedone del bianco · h2 pedone del bianco · a1 torre del bianco · e1 re del bianco · h1 torre del bianco | e6 pedone del bianco · d5 pedone del nero · c4 pedone del nero · g4 pedone del nero · b3 pedone del nero · c3 pedone del bianco · e3 re del nero · f3 pedone del bianco · g3 pedone del bianco · h3 pedone del nero · b2 pedone del bianco · h2 pedone del bianco · a1 torre del bianco · e1 re del bianco · h1 torre del bianco | e6 pedone del bianco · d5 pedone del nero · c4 pedone del nero · g4 pedone del nero · b3 pedone del nero · c3 pedone del bianco · e3 re del nero · f3 pedone del bianco · g3 pedone del bianco · h3 pedone del nero · b2 pedone del bianco · h2 pedone del bianco · a1 torre del bianco · e1 re del bianco · h1 torre del bianco | 4 |
| 3 | e6 pedone del bianco · d5 pedone del nero · c4 pedone del nero · g4 pedone del nero · b3 pedone del nero · c3 pedone del bianco · e3 re del nero · f3 pedone del bianco · g3 pedone del bianco · h3 pedone del nero · b2 pedone del bianco · h2 pedone del bianco · a1 torre del bianco · e1 re del bianco · h1 torre del bianco | e6 pedone del bianco · d5 pedone del nero · c4 pedone del nero · g4 pedone del nero · b3 pedone del nero · c3 pedone del bianco · e3 re del nero · f3 pedone del bianco · g3 pedone del bianco · h3 pedone del nero · b2 pedone del bianco · h2 pedone del bianco · a1 torre del bianco · e1 re del bianco · h1 torre del bianco | e6 pedone del bianco · d5 pedone del nero · c4 pedone del nero · g4 pedone del nero · b3 pedone del nero · c3 pedone del bianco · e3 re del nero · f3 pedone del bianco · g3 pedone del bianco · h3 pedone del nero · b2 pedone del bianco · h2 pedone del bianco · a1 torre del bianco · e1 re del bianco · h1 torre del bianco | e6 pedone del bianco · d5 pedone del nero · c4 pedone del nero · g4 pedone del nero · b3 pedone del nero · c3 pedone del bianco · e3 re del nero · f3 pedone del bianco · g3 pedone del bianco · h3 pedone del nero · b2 pedone del bianco · h2 pedone del bianco · a1 torre del bianco · e1 re del bianco · h1 torre del bianco | e6 pedone del bianco · d5 pedone del nero · c4 pedone del nero · g4 pedone del nero · b3 pedone del nero · c3 pedone del bianco · e3 re del nero · f3 pedone del bianco · g3 pedone del bianco · h3 pedone del nero · b2 pedone del bianco · h2 pedone del bianco · a1 torre del bianco · e1 re del bianco · h1 torre del bianco | e6 pedone del bianco · d5 pedone del nero · c4 pedone del nero · g4 pedone del nero · b3 pedone del nero · c3 pedone del bianco · e3 re del nero · f3 pedone del bianco · g3 pedone del bianco · h3 pedone del nero · b2 pedone del bianco · h2 pedone del bianco · a1 torre del bianco · e1 re del bianco · h1 torre del bianco | e6 pedone del bianco · d5 pedone del nero · c4 pedone del nero · g4 pedone del nero · b3 pedone del nero · c3 pedone del bianco · e3 re del nero · f3 pedone del bianco · g3 pedone del bianco · h3 pedone del nero · b2 pedone del bianco · h2 pedone del bianco · a1 torre del bianco · e1 re del bianco · h1 torre del bianco | e6 pedone del bianco · d5 pedone del nero · c4 pedone del nero · g4 pedone del nero · b3 pedone del nero · c3 pedone del bianco · e3 re del nero · f3 pedone del bianco · g3 pedone del bianco · h3 pedone del nero · b2 pedone del bianco · h2 pedone del bianco · a1 torre del bianco · e1 re del bianco · h1 torre del bianco | 3 |
| 2 | e6 pedone del bianco · d5 pedone del nero · c4 pedone del nero · g4 pedone del nero · b3 pedone del nero · c3 pedone del bianco · e3 re del nero · f3 pedone del bianco · g3 pedone del bianco · h3 pedone del nero · b2 pedone del bianco · h2 pedone del bianco · a1 torre del bianco · e1 re del bianco · h1 torre del bianco | e6 pedone del bianco · d5 pedone del nero · c4 pedone del nero · g4 pedone del nero · b3 pedone del nero · c3 pedone del bianco · e3 re del nero · f3 pedone del bianco · g3 pedone del bianco · h3 pedone del nero · b2 pedone del bianco · h2 pedone del bianco · a1 torre del bianco · e1 re del bianco · h1 torre del bianco | e6 pedone del bianco · d5 pedone del nero · c4 pedone del nero · g4 pedone del nero · b3 pedone del nero · c3 pedone del bianco · e3 re del nero · f3 pedone del bianco · g3 pedone del bianco · h3 pedone del nero · b2 pedone del bianco · h2 pedone del bianco · a1 torre del bianco · e1 re del bianco · h1 torre del bianco | e6 pedone del bianco · d5 pedone del nero · c4 pedone del nero · g4 pedone del nero · b3 pedone del nero · c3 pedone del bianco · e3 re del nero · f3 pedone del bianco · g3 pedone del bianco · h3 pedone del nero · b2 pedone del bianco · h2 pedone del bianco · a1 torre del bianco · e1 re del bianco · h1 torre del bianco | e6 pedone del bianco · d5 pedone del nero · c4 pedone del nero · g4 pedone del nero · b3 pedone del nero · c3 pedone del bianco · e3 re del nero · f3 pedone del bianco · g3 pedone del bianco · h3 pedone del nero · b2 pedone del bianco · h2 pedone del bianco · a1 torre del bianco · e1 re del bianco · h1 torre del bianco | e6 pedone del bianco · d5 pedone del nero · c4 pedone del nero · g4 pedone del nero · b3 pedone del nero · c3 pedone del bianco · e3 re del nero · f3 pedone del bianco · g3 pedone del bianco · h3 pedone del nero · b2 pedone del bianco · h2 pedone del bianco · a1 torre del bianco · e1 re del bianco · h1 torre del bianco | e6 pedone del bianco · d5 pedone del nero · c4 pedone del nero · g4 pedone del nero · b3 pedone del nero · c3 pedone del bianco · e3 re del nero · f3 pedone del bianco · g3 pedone del bianco · h3 pedone del nero · b2 pedone del bianco · h2 pedone del bianco · a1 torre del bianco · e1 re del bianco · h1 torre del bianco | e6 pedone del bianco · d5 pedone del nero · c4 pedone del nero · g4 pedone del nero · b3 pedone del nero · c3 pedone del bianco · e3 re del nero · f3 pedone del bianco · g3 pedone del bianco · h3 pedone del nero · b2 pedone del bianco · h2 pedone del bianco · a1 torre del bianco · e1 re del bianco · h1 torre del bianco | 2 |
| 1 | e6 pedone del bianco · d5 pedone del nero · c4 pedone del nero · g4 pedone del nero · b3 pedone del nero · c3 pedone del bianco · e3 re del nero · f3 pedone del bianco · g3 pedone del bianco · h3 pedone del nero · b2 pedone del bianco · h2 pedone del bianco · a1 torre del bianco · e1 re del bianco · h1 torre del bianco | e6 pedone del bianco · d5 pedone del nero · c4 pedone del nero · g4 pedone del nero · b3 pedone del nero · c3 pedone del bianco · e3 re del nero · f3 pedone del bianco · g3 pedone del bianco · h3 pedone del nero · b2 pedone del bianco · h2 pedone del bianco · a1 torre del bianco · e1 re del bianco · h1 torre del bianco | e6 pedone del bianco · d5 pedone del nero · c4 pedone del nero · g4 pedone del nero · b3 pedone del nero · c3 pedone del bianco · e3 re del nero · f3 pedone del bianco · g3 pedone del bianco · h3 pedone del nero · b2 pedone del bianco · h2 pedone del bianco · a1 torre del bianco · e1 re del bianco · h1 torre del bianco | e6 pedone del bianco · d5 pedone del nero · c4 pedone del nero · g4 pedone del nero · b3 pedone del nero · c3 pedone del bianco · e3 re del nero · f3 pedone del bianco · g3 pedone del bianco · h3 pedone del nero · b2 pedone del bianco · h2 pedone del bianco · a1 torre del bianco · e1 re del bianco · h1 torre del bianco | e6 pedone del bianco · d5 pedone del nero · c4 pedone del nero · g4 pedone del nero · b3 pedone del nero · c3 pedone del bianco · e3 re del nero · f3 pedone del bianco · g3 pedone del bianco · h3 pedone del nero · b2 pedone del bianco · h2 pedone del bianco · a1 torre del bianco · e1 re del bianco · h1 torre del bianco | e6 pedone del bianco · d5 pedone del nero · c4 pedone del nero · g4 pedone del nero · b3 pedone del nero · c3 pedone del bianco · e3 re del nero · f3 pedone del bianco · g3 pedone del bianco · h3 pedone del nero · b2 pedone del bianco · h2 pedone del bianco · a1 torre del bianco · e1 re del bianco · h1 torre del bianco | e6 pedone del bianco · d5 pedone del nero · c4 pedone del nero · g4 pedone del nero · b3 pedone del nero · c3 pedone del bianco · e3 re del nero · f3 pedone del bianco · g3 pedone del bianco · h3 pedone del nero · b2 pedone del bianco · h2 pedone del bianco · a1 torre del bianco · e1 re del bianco · h1 torre del bianco | e6 pedone del bianco · d5 pedone del nero · c4 pedone del nero · g4 pedone del nero · b3 pedone del nero · c3 pedone del bianco · e3 re del nero · f3 pedone del bianco · g3 pedone del bianco · h3 pedone del nero · b2 pedone del bianco · h2 pedone del bianco · a1 torre del bianco · e1 re del bianco · h1 torre del bianco | 1 |
|   | a | b | c | d | e | f | g | h |   |

L'arrocco Pam-Krabbé è un'ipotetica e bizzarra mossa degli scacchi che consiste nell'arroccare in verticale sulla colonna e con una torre ottenuta per promozione. Questa originale possibilità venne evidenziata da Max Pam e citata in un problema da Tim Krabbé nel 1972. Nonostante il regolamento FIDE vigente all'epoca non la proibisse, a causa di un'imprecisione nella descrizione dell'arrocco, la mossa non è mai stata utilizzata in alcuna partita ufficiale. Nel 1972 la FIDE, aggiornando il regolamento, aggiunse una precisazione che escludeva totalmente la possibilità di una simile mossa. All'idea di questa mossa era giunto indipendentemente anche il francese Jean-Luc Seret, che nel 1971 l'aveva usata in un problema scherzoso, senza però suscitare discussioni sulle regole.

## Descrizione
Secondo il regolamento FIDE vigente prima del 1972 l'arrocco poteva essere effettuato dal giocatore se erano soddisfatte tutte le seguenti condizioni:
1. il giocatore non ha mai mosso il re;
2. il giocatore non ha mai mosso la torre coinvolta nell'arrocco;
3. non devono essere presenti altri pezzi tra il re e la torre;
4. il re non deve essere sotto scacco, e le case dove transita non devono essere attaccate da pezzi dell'avversario, compresa la casa di destinazione finale del re.

Le condizioni vigenti sino al 1972 pertanto non escludevano che la torre coinvolta nell'arrocco potesse essere anche quella ottenuta tramite promozione e non ancora mossa da allora in e8 (o in e1, nel caso del nero) e che quindi il re arroccasse sulla colonna, in modo da ritrovarsi in e3 (o in e6), con la torre in e2 (o in e7).
Le regole FIDE vennero tuttavia modificate nel 1972 aggiungendo la condizione che re e torre coinvolti nell'arrocco debbano essere sulla medesima traversa. La nuova formulazione del regolamento ha escluso quindi la validità dell'arrocco Pam-Krabbé.
|   | a                                       | b                                       | c                                       | d                                       | e                                       | f                                       | g                                       | h                                       |   |
| 8 | e7 pedone del bianco · e1 re del bianco | e7 pedone del bianco · e1 re del bianco | e7 pedone del bianco · e1 re del bianco | e7 pedone del bianco · e1 re del bianco | e7 pedone del bianco · e1 re del bianco | e7 pedone del bianco · e1 re del bianco | e7 pedone del bianco · e1 re del bianco | e7 pedone del bianco · e1 re del bianco | 8 |
| 7 | e7 pedone del bianco · e1 re del bianco | e7 pedone del bianco · e1 re del bianco | e7 pedone del bianco · e1 re del bianco | e7 pedone del bianco · e1 re del bianco | e7 pedone del bianco · e1 re del bianco | e7 pedone del bianco · e1 re del bianco | e7 pedone del bianco · e1 re del bianco | e7 pedone del bianco · e1 re del bianco | 7 |
| 6 | e7 pedone del bianco · e1 re del bianco | e7 pedone del bianco · e1 re del bianco | e7 pedone del bianco · e1 re del bianco | e7 pedone del bianco · e1 re del bianco | e7 pedone del bianco · e1 re del bianco | e7 pedone del bianco · e1 re del bianco | e7 pedone del bianco · e1 re del bianco | e7 pedone del bianco · e1 re del bianco | 6 |
| 5 | e7 pedone del bianco · e1 re del bianco | e7 pedone del bianco · e1 re del bianco | e7 pedone del bianco · e1 re del bianco | e7 pedone del bianco · e1 re del bianco | e7 pedone del bianco · e1 re del bianco | e7 pedone del bianco · e1 re del bianco | e7 pedone del bianco · e1 re del bianco | e7 pedone del bianco · e1 re del bianco | 5 |
| 4 | e7 pedone del bianco · e1 re del bianco | e7 pedone del bianco · e1 re del bianco | e7 pedone del bianco · e1 re del bianco | e7 pedone del bianco · e1 re del bianco | e7 pedone del bianco · e1 re del bianco | e7 pedone del bianco · e1 re del bianco | e7 pedone del bianco · e1 re del bianco | e7 pedone del bianco · e1 re del bianco | 4 |
| 3 | e7 pedone del bianco · e1 re del bianco | e7 pedone del bianco · e1 re del bianco | e7 pedone del bianco · e1 re del bianco | e7 pedone del bianco · e1 re del bianco | e7 pedone del bianco · e1 re del bianco | e7 pedone del bianco · e1 re del bianco | e7 pedone del bianco · e1 re del bianco | e7 pedone del bianco · e1 re del bianco | 3 |
| 2 | e7 pedone del bianco · e1 re del bianco | e7 pedone del bianco · e1 re del bianco | e7 pedone del bianco · e1 re del bianco | e7 pedone del bianco · e1 re del bianco | e7 pedone del bianco · e1 re del bianco | e7 pedone del bianco · e1 re del bianco | e7 pedone del bianco · e1 re del bianco | e7 pedone del bianco · e1 re del bianco | 2 |
| 1 | e7 pedone del bianco · e1 re del bianco | e7 pedone del bianco · e1 re del bianco | e7 pedone del bianco · e1 re del bianco | e7 pedone del bianco · e1 re del bianco | e7 pedone del bianco · e1 re del bianco | e7 pedone del bianco · e1 re del bianco | e7 pedone del bianco · e1 re del bianco | e7 pedone del bianco · e1 re del bianco | 1 |
|   | a                                       | b                                       | c                                       | d                                       | e                                       | f                                       | g                                       | h                                       |   |

|   | a                                      | b                                      | c                                      | d                                      | e                                      | f                                      | g                                      | h                                      |   |
| 8 | e8 torre del bianco · e1 re del bianco | e8 torre del bianco · e1 re del bianco | e8 torre del bianco · e1 re del bianco | e8 torre del bianco · e1 re del bianco | e8 torre del bianco · e1 re del bianco | e8 torre del bianco · e1 re del bianco | e8 torre del bianco · e1 re del bianco | e8 torre del bianco · e1 re del bianco | 8 |
| 7 | e8 torre del bianco · e1 re del bianco | e8 torre del bianco · e1 re del bianco | e8 torre del bianco · e1 re del bianco | e8 torre del bianco · e1 re del bianco | e8 torre del bianco · e1 re del bianco | e8 torre del bianco · e1 re del bianco | e8 torre del bianco · e1 re del bianco | e8 torre del bianco · e1 re del bianco | 7 |
| 6 | e8 torre del bianco · e1 re del bianco | e8 torre del bianco · e1 re del bianco | e8 torre del bianco · e1 re del bianco | e8 torre del bianco · e1 re del bianco | e8 torre del bianco · e1 re del bianco | e8 torre del bianco · e1 re del bianco | e8 torre del bianco · e1 re del bianco | e8 torre del bianco · e1 re del bianco | 6 |
| 5 | e8 torre del bianco · e1 re del bianco | e8 torre del bianco · e1 re del bianco | e8 torre del bianco · e1 re del bianco | e8 torre del bianco · e1 re del bianco | e8 torre del bianco · e1 re del bianco | e8 torre del bianco · e1 re del bianco | e8 torre del bianco · e1 re del bianco | e8 torre del bianco · e1 re del bianco | 5 |
| 4 | e8 torre del bianco · e1 re del bianco | e8 torre del bianco · e1 re del bianco | e8 torre del bianco · e1 re del bianco | e8 torre del bianco · e1 re del bianco | e8 torre del bianco · e1 re del bianco | e8 torre del bianco · e1 re del bianco | e8 torre del bianco · e1 re del bianco | e8 torre del bianco · e1 re del bianco | 4 |
| 3 | e8 torre del bianco · e1 re del bianco | e8 torre del bianco · e1 re del bianco | e8 torre del bianco · e1 re del bianco | e8 torre del bianco · e1 re del bianco | e8 torre del bianco · e1 re del bianco | e8 torre del bianco · e1 re del bianco | e8 torre del bianco · e1 re del bianco | e8 torre del bianco · e1 re del bianco | 3 |
| 2 | e8 torre del bianco · e1 re del bianco | e8 torre del bianco · e1 re del bianco | e8 torre del bianco · e1 re del bianco | e8 torre del bianco · e1 re del bianco | e8 torre del bianco · e1 re del bianco | e8 torre del bianco · e1 re del bianco | e8 torre del bianco · e1 re del bianco | e8 torre del bianco · e1 re del bianco | 2 |
| 1 | e8 torre del bianco · e1 re del bianco | e8 torre del bianco · e1 re del bianco | e8 torre del bianco · e1 re del bianco | e8 torre del bianco · e1 re del bianco | e8 torre del bianco · e1 re del bianco | e8 torre del bianco · e1 re del bianco | e8 torre del bianco · e1 re del bianco | e8 torre del bianco · e1 re del bianco | 1 |
|   | a                                      | b                                      | c                                      | d                                      | e                                      | f                                      | g                                      | h                                      |   |

|   | a                                      | b                                      | c                                      | d                                      | e                                      | f                                      | g                                      | h                                      |   |
| 8 | e3 re del bianco · e2 torre del bianco | e3 re del bianco · e2 torre del bianco | e3 re del bianco · e2 torre del bianco | e3 re del bianco · e2 torre del bianco | e3 re del bianco · e2 torre del bianco | e3 re del bianco · e2 torre del bianco | e3 re del bianco · e2 torre del bianco | e3 re del bianco · e2 torre del bianco | 8 |
| 7 | e3 re del bianco · e2 torre del bianco | e3 re del bianco · e2 torre del bianco | e3 re del bianco · e2 torre del bianco | e3 re del bianco · e2 torre del bianco | e3 re del bianco · e2 torre del bianco | e3 re del bianco · e2 torre del bianco | e3 re del bianco · e2 torre del bianco | e3 re del bianco · e2 torre del bianco | 7 |
| 6 | e3 re del bianco · e2 torre del bianco | e3 re del bianco · e2 torre del bianco | e3 re del bianco · e2 torre del bianco | e3 re del bianco · e2 torre del bianco | e3 re del bianco · e2 torre del bianco | e3 re del bianco · e2 torre del bianco | e3 re del bianco · e2 torre del bianco | e3 re del bianco · e2 torre del bianco | 6 |
| 5 | e3 re del bianco · e2 torre del bianco | e3 re del bianco · e2 torre del bianco | e3 re del bianco · e2 torre del bianco | e3 re del bianco · e2 torre del bianco | e3 re del bianco · e2 torre del bianco | e3 re del bianco · e2 torre del bianco | e3 re del bianco · e2 torre del bianco | e3 re del bianco · e2 torre del bianco | 5 |
| 4 | e3 re del bianco · e2 torre del bianco | e3 re del bianco · e2 torre del bianco | e3 re del bianco · e2 torre del bianco | e3 re del bianco · e2 torre del bianco | e3 re del bianco · e2 torre del bianco | e3 re del bianco · e2 torre del bianco | e3 re del bianco · e2 torre del bianco | e3 re del bianco · e2 torre del bianco | 4 |
| 3 | e3 re del bianco · e2 torre del bianco | e3 re del bianco · e2 torre del bianco | e3 re del bianco · e2 torre del bianco | e3 re del bianco · e2 torre del bianco | e3 re del bianco · e2 torre del bianco | e3 re del bianco · e2 torre del bianco | e3 re del bianco · e2 torre del bianco | e3 re del bianco · e2 torre del bianco | 3 |
| 2 | e3 re del bianco · e2 torre del bianco | e3 re del bianco · e2 torre del bianco | e3 re del bianco · e2 torre del bianco | e3 re del bianco · e2 torre del bianco | e3 re del bianco · e2 torre del bianco | e3 re del bianco · e2 torre del bianco | e3 re del bianco · e2 torre del bianco | e3 re del bianco · e2 torre del bianco | 2 |
| 1 | e3 re del bianco · e2 torre del bianco | e3 re del bianco · e2 torre del bianco | e3 re del bianco · e2 torre del bianco | e3 re del bianco · e2 torre del bianco | e3 re del bianco · e2 torre del bianco | e3 re del bianco · e2 torre del bianco | e3 re del bianco · e2 torre del bianco | e3 re del bianco · e2 torre del bianco | 1 |
|   | a                                      | b                                      | c                                      | d                                      | e                                      | f                                      | g                                      | h                                      |   |

Nella notazione algebrica non esiste un simbolo per questa mossa, ma a volte viene indicata con 0-0-0-0 o con 0-0-0-0-0-0 (il numero di case percorse dalla torre), per analogia con gli altri arrocchi.